# Horn (Austria)
Horn è un comune austriaco di 6 632 abitanti (2016) nel distretto di Horn, in Bassa Austria, del quale è capoluogo e centro maggiore; ha lo status di città capoluogo di distretto (Bezirkshauptstadt). Il 1º gennaio 1970 ha inglobato i comuni soppressi di Breiteneich, Doberndorf, Mödring e Mühlfeld, che erano già stati accorpati a Horn tra il 1º ottobre 1938 e il 10 ottobre 1945.